# Yahad-In Unum
Yahad - In Unum ("Juntos en uno" en hebreo y en latín) es una asociación francesa creada para localizar los sitios de fosas comunes de víctimas judías y romaníes asesinadas por los nazis en Europa del Este durante la Segunda Guerra Mundial, principalmente los crímenes de los Einsatzgruppen cometidos en Ucrania, Bielorrusia, Rusia, Lituania, Letonia, Estonia, Polonia, Rumanía, Eslovaquia y Moldavia. Fue fundada en París en 2004 por líderes de las comunidades católica y judía.
La asociación está dirigida por el padre Patrick Desbois, un sacerdote católico francés. Durante la Segunda Guerra Mundial, su abuelo fue prisionero de guerra y deportado al campo de Rawa Ruska; al interesarse por su historia, descubrió la realidad de la Shoá por balas en Europa del Este.
Las investigaciones de Yahad - In Unum se estructuran en dos fases. Una primera fase de análisis de archivos de la Segunda Guerra Mundial, especialmente soviéticos y alemanes, seguida de una segunda fase de investigaciones de campo que incluye entrevistas con testigos presenciales e identificación de sitios de ejecuciones masivas en Europa del Este.
Hasta la fecha, la asociación ha permitido localizar más de 3.370 sitios de ejecuciones y recopilar 8.180 testimonios. Se estima que al menos dos millones de víctimas reposan en estas fosas. El trabajo de investigación de Yahad - In Unum está disponible a través de un mapa interactivo que recopila sus hallazgos, una plataforma de vídeo gratuita con entrevistas a testigos, y una guía pedagógica dirigida a docentes para transmitir la historia de la Shoá en Europa del Este.

### Otras investigaciones y acciones

#### Guerra civil en Guatemala (1960–1996)
La guerra civil guatemalteca enfrentó al gobierno y al ejército contra movimientos comunistas, lo que provocó la persecución de comunidades mayas acusadas de apoyar a la guerrilla. Entre 1981 y 1983, cientos de aldeas fueron destruidas y miles de civiles masacrados. El conflicto dejó más de 250.000 víctimas.
Desde 2012, Yahad - In Unum investiga este genocidio para comprender mejor los mecanismos de las masacres en masa. La organización ha llevado a cabo seis misiones de investigación y ha recopilado 170 testimonios de sobrevivientes mayas y familias de desaparecidos.

#### Genocidio yazidí e iniciativa Back To Life
Desde 2014, Yahad – In Unum amplía su misión de documentación de crímenes masivos a las persecuciones sufridas por la comunidad yazidí en el norte de Irak. Esta acción forma parte de la iniciativa Back To Life, lanzada en respuesta a las atrocidades cometidas por la organización Estado Islámico (Daesh), especialmente en la región de Sinyar.
El 3 de agosto de 2014, Daesh atacó las aldeas yazidíes, forzando a más del 90 % de la población a huir. Los hombres fueron ejecutados o forzados a convertirse bajo amenaza. Las mujeres y niñas fueron reducidas a esclavitud sexual, mientras que los niños fueron reclutados a la fuerza en campos de adoctrinamiento. Yahad – In Unum ha recopilado más de 400 testimonios de sobrevivientes, filmados siguiendo una metodología rigurosa inspirada en la desarrollada para la Shoá por balas. Estos testimonios han permitido documentar los crímenes, identificar a más de 1.000 miembros de Daesh, y transmitir información a las autoridades judiciales europeas, particularmente en Bélgica, Países Bajos y Alemania.
Paralelamente a esta labor de documentación, Yahad – In Unum proporciona asistencia concreta sobre el terreno a las poblaciones desplazadas, principalmente en los campamentos de Kadia y Sharya, en la región de Duhok. La asociación organiza actividades educativas (clases de inglés, alfabetización, formación profesional), deportivas y recreativas, dirigidas por profesionales, incluidos psicólogos. Estas acciones están especialmente dirigidas a los niños que fueron cautivos, para favorecer su reconstrucción e integración social.
Yahad – In Unum aplica en Irak el mismo enfoque interdisciplinario que en sus investigaciones en Europa del Este: combinación de investigaciones de campo, memoria de los sobrevivientes y recopilación de pruebas materiales, para luchar contra la impunidad y preservar la memoria de las víctimas.

#### Museo del Holocausto en Guatemala
Inaugurado en 2016 por iniciativa de Yahad - In Unum, el Museo del Holocausto de Guatemala es el único museo dedicado a la Shoá en América Central. Su misión es preservar la memoria y educar sobre las persecuciones nazis, particularmente contra los judíos y los romaníes.
El museo ofrece exposiciones y programas educativos, incluida una primera exposición en 2016 sobre la Shoá por balas, presentada por Yahad - In Unum.

#### Crímenes de guerra durante la invasión rusa de Ucrania en 2022
Desde marzo de 2022, Yahad - In Unum ha estado recopilando pruebas a través de entrevistas, fotografías y vídeos sobre crímenes de guerra y crímenes de lesa humanidad cometidos sistemáticamente por Rusia en toda Ucrania. Se han documentado bombardeos de edificios residenciales o civiles, asesinatos, violencia y tortura contra civiles ucranianos, así como deportaciones forzadas de civiles a Rusia por parte de soldados rusos.
Hasta la fecha, Yahad – In Unum ha recogido testimonios de:
- 105 personas víctimas o testigos de bombardeos y ataques,
- 99 de asesinatos y violencia,
- 88 de torturas y secuestros,
- 20 de saqueos y robos,
- 13 de expulsiones y controles forzados,
- y 9 de violencia sexual.

La asociación continúa sus investigaciones para documentar estos crímenes y preservar la memoria de las víctimas. Ha publicado en particular un informe dedicado a las prácticas de tortura del FSB contra civiles ucranianos, basado en decenas de testimonios recogidos sobre el terreno.